# Eddy Ridderhof
Ed (Eddy) Ridderhof (Rotterdam, 18 november 1958) is een Nederlands voormalig voetballer die uitkwam voor Feyenoord, Excelsior, Sparta Rotterdam en SVV. Hij speelde als middenvelder.